# Росстанье
Росстанье — сельский посёлок в Темниковском районе Республики Мордовия. Входит в состав Русско-Караевского сельского поселения.
Расположен в 21 км к северу-западу от города Темников, на левом берегу реки Сатис. Соединён грунтовыми просёлочными дорогами с посёлком Романовский Республики Мордовия (2 км) и посёлком Заря Нижегородской области (1,5 км).
Владельцами личных приусадебных хозяйств являются, преимущественно, жители города Саров.

## Население
Постоянно проживающих 1 человек (на 2009 год)

## Современность
В настоящее время в поселке насчитывается около 20 хозяйств, которые используются как дачи. Посёлок состоит из одной улицы Мира. Из всех достояний человечества, как-то: объекты социально-культурного назначения, почти вся сфера жилищно-коммунального хозяйства, предприятия и организации систем здравоохранения, образования, дошкольного воспитания; предприятия и организации, связанные с отдыхом и досугом; розничная торговля, общественное питание, сфера услуг, спортивно-оздоровительные учреждения; пассажирский транспорт по обслуживанию населения; система учреждений, оказывающих услуги правового и финансово-кредитного характера (юридические консультации, нотариальные конторы, сберегательные кассы, банки) и др. — в посёлке полностью отсутствуют. Исключение составляет электроснабжение и сотовая связь. Водоснабжение у каждого хозяйства ндивидуальное (скважины).